# 克莱夫·埃克斯顿
克莱夫·埃克斯顿（英語：Clive Exton，1930年4月11日—2007年8月16日）是一位英格蘭電視和電影編劇，有時擔任劇作家，也當過演员。最知名于改編阿加莎·克里斯蒂的Poirot、佩勒姆·格伦维尔·伍德豪斯的《萬能管家》和Rosemary & Thyme。
2007年8月16日，埃克斯顿因脑肿瘤死於倫敦。